# Osiedle ZUS w Łodzi
Osiedle ZUS w Łodzi (także: kolonia urzędniczo-robotnicza ZUS w Łodzi, pierwotnie: osiedle / kolonia urzędniczo-robotnicza Z.U.P.U. w Łodzi) – niewielkie osiedle mieszkaniowe w północnej części dawnej łódzkiej dzielnicy Górna, w północnej części obszaru SIM Kurak, w kwartale ulic: Bednarskiej – Unickiej – Sanockiej – Adolfa Dygasińskiego . Tworzy je 7 wielorodzinnych bloków reprezentujących funkcjonalizm w obrębie stylu modernistycznego, wzniesionych w latach 1930–32 przez Stowarzyszenie Budowlano-Mieszkaniowe Zakładu Ubezpieczeń Społecznych.

## Historia

### Historia

#### Projekt osiedla
W okresie dwudziestolecia międzywojennego Łódź zmagała się z coraz silniej odczuwalnym zjawiskiem tzw. głodu mieszkaniowego. W roku 1930 w Biurze Projektów ZUS w Warszawie powstał projekt, opracowany w zespole architektów pod kierunkiem Jana Kukulskiego, w ramach tzw. ogólnopolskiej akcji mieszkaniowej ZUS podjętej przez Stowarzyszenie Budowlano-Mieszkaniowe ZUS, zakładający budowę nowoczesnego osiedla mieszkaniowego dla pracowników łódzkich zakładów ubezpieczeniowych w kwartale ulic: Bednarska – Unicka (planowana wówczas do wytyczenia)  – Nowo Pabianicka (w latach 1933–40 i po II wojnie światowej Sanocka)  – Adolfa Dygasińskiego (istniejąca i widoczna na planie miasta już około 1910 , nazwana prawdopodobnie w 1930) . Kwartał o kształcie zbliżonym do trapezoidalnego i powierzchni 7 ha planowano ponadto rozciąć nową ulicą (hetm. Stefana Żółkiewskiego), a tym samym podzielić go asymetrycznie na większą część zachodnią (określoną jako kwartał „robotniczy”) i mniejszą część wschodnią (określoną jako kwartał „urzędniczy”). Projekt przewidywał budowę 12 bloków mieszkalnych i założenie położonego centralnie parku w pierwszej z nich oraz budowę 2 bloków w drugiej . Ponieważ teren wyznaczony pod budowę był własnością prywatną, Stowarzyszenie Budowlano-Mieszkaniowe ZUS musiało go wykupić. Niektóre źródła podają, że jednym z projektantów łódzkich budynków był Józef Szanajca (w latach 1929–33 etatowy projektant ZUS) , co zakwestionował Jakub Zasina, wskazując, iż podpis Szanajcy nie widnieje pod żadnym z projektów budynków osiedla, przechowywanych w Archiwum Państwowym w Łodzi.
Jednym z głównych założeń projektu było takie zróżnicowanie powierzchni użytkowej mieszkań i ich standardu, by optymalnie dopasować lokale do potrzeb przyszłych użytkowników – robotników albo pracowników umysłowych, zwłaszcza że wielkość i komfort mieszkania decydowały w znacznym stopniu o wysokości czynszu . Aby obniżyć koszty budowy, zastosowano na dużą skalę standaryzację elementów wykończenia i wyposażenia bloków.

#### Lata 1930–1945
Z uwagi na ograniczone możliwości finansowe opracowano dokumentację techniczną, która nie objęła całego projektu, a przez to zrealizowano tylko jego część. W latach 1930–32 z planowanych 14 bloków wzniesiono 7 (łącznie 514 mieszkań): dwa najdłuższe (około 200-metrowe), czterokondygnacyjne, z wewnętrznym otwartym dziedzińcem, przy ul. Bednarskiej 24 i 26 w kwartale „urzędniczym” i pięć w kwartale „robotniczym” (przypisane do ul. Adolfa Dygasińskiego – nr 6 i 10 oraz do ul. Nowo Pabianickiej, obecnie Sanockiej – nr 20, 22 i 24). Mieszkania w blokach przy ul. Bednarskiej 24 i 26 były na ogół większe i bardziej komfortowe od tych w blokach w kwartale „robotniczym”. 36 z nich składało się z trzech pokoi, kuchni, łazienki i spiżarni o łącznej powierzchni użytkowej 85 m². W niektórych była ponadto tzw. służbówka. Były wyposażone w piece węglowe, instalacje gazowe z piecykami firmy „Siemens”, toalety, podłogi wyłożone parkietem, drzwi i okna z mosiężnymi okuciami .

[...] W mojej pamięci przetrwał obraz dozorcy myjącego a właściwie szorującego na kolanach schody. Miał takie specjalne skórzane nakolenniki, które mnie fascynowały, nadawały mu w moich oczach powagi i dostojności. Czystość klatek schodowych była oczkiem w jego głowie. Miał mieszkanie służbowe na parterze bloku „z wieżą”, jak się wtedy mówiło. Nazywał się Jakubowski. [...]

[...] Mieszkała tutaj sama inteligencja, głównie Polacy, ale było też sporo Niemców. Spolonizowanych, trochę ukrytych… W ostatniej klatce przy Bednarskiej 24 mieszkał Janek. Mój tata zawsze mówił, że coś jest z nim nie w porządku. Kiedy przyszło niemieckie wojsko nas wysiedlić, Janek wyszedł przed blok prezentując na ramieniu opaskę ze swastyką… [...]

We wszystkich blokach zamontowano po raz pierwszy w Łodzi okna zespolone (typu szwedzkiego) i płycinowe drzwi wewnętrzne. Również wszystkie budynki zostały wyposażone w balkony na kondygnacjach powyżej parteru, zlewy, wentylowane szafki pod zlewozmywaki. W piwnicach znajdowały się komórki na węgiel, a na poddaszach – pralnie, suszarnie i łazienki dla lokatorów mieszkań wyposażonych jedynie w WC  . Na niskich parterach bloków klatkowo-galeriowych, w częściach galeriowych, zlokalizowane były sale kąpielowe dla mieszkańców kwartału „robotniczego”. Pomosty galerii w blokach galeriowych i klatkowo-galeriowych zostały osłonięte w poziomie ostatniego stropu oszklonymi daszkami. Zadaszone (płytami żelbetowymi) zostały również wejścia do klatek schodowych. Dachy budynków pokryto papą. Każda część osiedla była ogrodzona stalową siatką krępowaną rozpiętą na ramach, którą stopniowo porosło dzikie wino   . Furtki w ogrodzeniu były zamykane na noc przez dozorcę.
Wznoszeniu osiedla towarzyszyła budowa lokalnych sieci na jego potrzeby: wodociągowej, kanalizacyjnej i elektroenergetycznej. Aż do lat 50. XX w. osiedle miało własne ujęcie wody poprzez studnię głębinową zlokalizowaną na terenie parku ZUS. W okresie PRL osiedle podłączono do sieci miejskich, w tym także do sieci ciepłowniczej. Wewnątrzosiedlowe uliczki, przeznaczone zarówno dla ruchu pieszych, jak i pojazdów, otrzymały – zachowaną nadal – nawierzchnię z kamienia polnego (tzw. kocie łby) .
Zgodnie z projektem jeszcze w 1930 roku wytyczono planowane nowe ulice (Unicką i hetm. Stefana Żółkiewskiego). Nieco później, w latach 1933–34, utworzono według projektu łódzkiego architekta zieleni Stefana Rogowicza prawie trzyhektarowy park (z powodu rezygnacji z budowy 7 bloków znacznie większy od pierwotnie planowanego), rozciągający się między ulicami Bednarską i Sanocką, oddzielający bloki w kwartale „robotniczym” od ul. hetm. Stefana Żółkiewskiego .
Nowe osiedle, nazywane także kolonią urzędniczo-robotniczą, otrzymało początkowo nazwę Z.U.P.U. (Zakładu Ubezpieczeń Pracowników Umysłowych), stąd jego mieszkańcy mawiali, że mieszkają w zupie lub na zupie. Już w 1934 roku – w związku z połączeniem pięciu instytucji ubezpieczeniowych w jeden Zakład Ubezpieczeń Społecznych – nazwę zmieniono na osiedle Z.U.S. (współcześnie osiedle ZUS). Nowy park od razu został nazwany parkiem Z.U.S.
Mieszkańców osiedla obowiązywało przestrzeganie ustalonych przez administratora „Przepisów porządku domowego”, normujących nie tylko relacje międzysąsiedzkie, ale i kwestie związane z estetyką bloków i ich otoczeniem.
Relatywnie wysoki w skali miasta standard mieszkań i określany jako „inteligencki” charakter osiedla spowodowały, że jeszcze w 1939 roku Niemcy rozpoczęli wykwaterowywanie mieszkańców – już 13 grudnia został usunięty z mieszkania, wraz z rodziną, dr Feliks Iwicki, były członek POW, lekarz kasy chorych. W lutym 1940 roku, w ciągu kilku godzin, przeprowadzili masowe wysiedlenia mieszkańców całego osiedla ZUS, by do zwolnionych mieszkań wprowadzić wskazanych przez siebie lokatorów. Wysiedlonych przewieźli do centralnego obozu przesiedleńczego (niem. Durchgangslager I der Umwandererzentralstelle Posen, Dienststelle Litzmannstadt), mieszczącego się w budynkach dawnej fabryki wełnianych tkanin wzorzystych Barucha A. Gliksmana przy Wiesenstraße 4 (późn. Flottwellstraße, ob. ul. Łąkowa), a stamtąd do Końskich . Opuszczone mieszkania, zaplombowane paskami papieru, pozostawały początkowo puste, ponieważ Niemcy chcieli sprowadzić do nich osadników z Estonii i Kurlandii. Ostatecznie udostępnili je głównie rodzinom żołnierzy i oficerów Wehrmachtu   . W bloku przy ul. Bednarskiej 24 ulokowali ponadto posterunek niemieckiej żandarmerii .

#### Od roku 1945

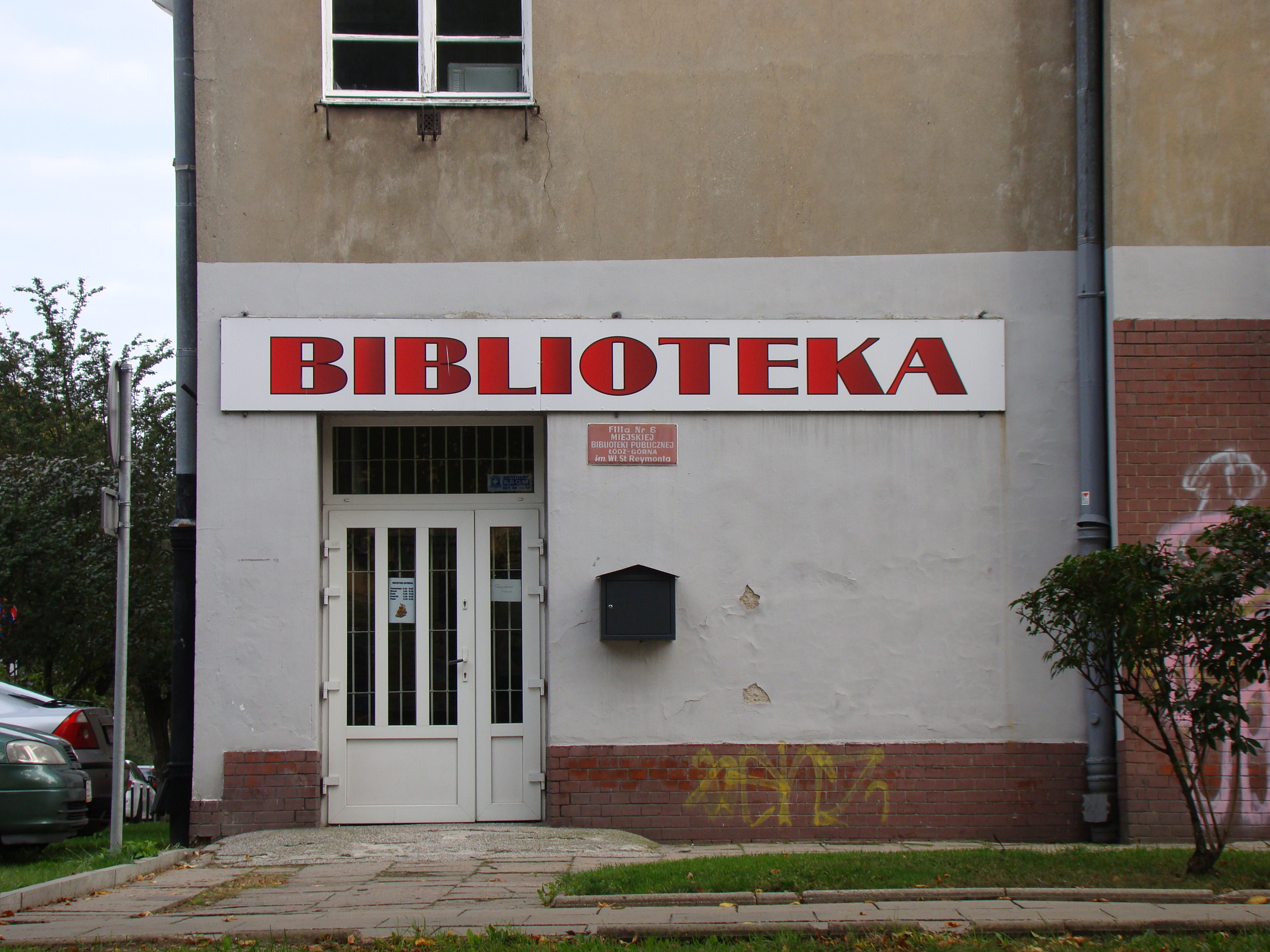
Biblioteka publiczna na parterze bloku przy ul. Bednarskiej 24, widok z ul. Sanockiej (wrzesień 2014)

W 1973 roku, mimo protestu mieszkańców, na polecenie przewodniczącego Dzielnicowej Rady Narodowej Łódź-Górna, Bednarczyka, rozebrano siatkowe ogrodzenie wokół bloków osiedla ZUS. Według Adama Antczaka i Jarosława Warzechy delegacja lokatorów usłyszała wówczas, że sanacyjne bloki nie będą się odgradzać!. Podobnie wspominała to wydarzenie Anna Stall . Z kolei Sławomir Arabski ocenił w swych wspomnieniach, że usunięcie płotu było ogromną krzywdą dla osiedli . Zdaniem Antczaka i Warzechy likwidacja ogrodzenia bloków, zamieszkiwanych przez rodziny uchodzące za dobrze sytuowane, ułatwiła Andrzejowi Pietrzakowi i jego wspólniczce dokonanie 20 września 1976 roku napadu rabunkowego na mieszkanie małżeństwa lekarzy w bloku przy ul. Bednarskiej 24, podczas którego dokonał on zabójstwa dwóch kobiet .
W pierwszej dekadzie XXI w. wygląd osiedlowych bloków uległ wielu zauważalnym zmianom wskutek prac modernizacyjnych przeprowadzonych zarówno przez administratora osiedla (m.in. termomodernizacja, wymiana drzwi wejściowych do klatek schodowych, przebudowa części daszków nad wejściami), jak i samych mieszkańców (m.in. wymiana oryginalnych zespolonych okien drewnianych na stosowane współcześnie – np. z PCW, zmiana kolorystyki okien z białej na różne odcienie brązu, zamocowanie zewnętrznych rolet i kratownic, montaż anten satelitarnych). Skutkiem tych prac była częściowa utrata pierwotnych cech stylu budynków, choć w Łodzi ich spójność estetyczna i stopień zachowania oryginalnych elementów przetrwały w większym stopniu niż np. w analogicznym osiedlu wzniesionym w ramach akcji mieszkaniowej ZUS we Lwowie. W łódzkim osiedlu wyraźnie mniej przekształceń objęło kwartał „urzędniczy” niż „robotniczy”.
Dopiero 2 kwietnia 2017 roku osiedle uzyskało pierwsze stałe połączenie komunikacją miejską – ulicą Bednarską została poprowadzona trasa autobusu linii „72” (z pl. Niepodległości w kierunku osiedla Janów oraz w kierunku powrotnym), obsługiwanej przez Miejskie Przedsiębiorstwo Komunikacyjne – Łódź. Przy ulicy zlokalizowano w pobliżu osiedla dwa przystanki: za skrzyżowaniem z ul. Unicką (w kierunku pl. Niepodległości) i przy posesji pod numerem 42 (w kierunku osiedla Janów).

### Sławni mieszkańcy
[...] Przy Bednarskiej 24 mieszkał wspaniały ginekolog doktor Titz. Jego żona – przepiękna, bardzo dystyngowana kobieta – była Niemką pochodzenia żydowskiego. Ta pani bardzo lubiła wychodzić na nasze podwórko, siadać na ławkach wśród bawiących się dzieci i częstować nas cukierkami, ciasteczkami. Z ogromną chęcią i pasją opowiadała nam o Berlinie, o Wiedniu, o Rzymie. Siedzieliśmy przy niej i słuchaliśmy z przejęciem tych opowieści. Pani Titz uwielbiała nam opowiadać o wielkim świecie. Tuż przed wysiedleniem państwo Titz wyprowadzili się. Moja mama spotkała pana doktora w tramwaju w Warszawie i przywitała się pytając o małżonkę. Doktor odpowiedział, że jego żona nie żyje. Prawdopodobnie ktoś ją zadenuncjował. Dowiedzieliśmy się później, że doktor wojnę przeżył, ale na nasze osiedle już nigdy nie wrócił. [...]

- Józef Janicki, wicedyrektor Komunalnej Kasy Oszczędności m. Łodzi – ul. Bednarska 24, okres międzywojenny[44],
- Feliks Iwicki, lekarz, były członek POW, współzałożyciel „Skry” Warszawa – ul. Bednarska 24[f], lata 30. XX w. do 13 grudnia 1939[30],
- Leszek Kołakowski, filozof – ul. Bednarska 24 lub 26, lata 30. XX w. do wybuchu II wojny światowej (mieszkał w dzieciństwie u ciotki, lekarki łódzkiej ubezpieczalni)[46]  i lata 1945–49,
- Alfred Wiłkomirski, skrzypek, dyrygent i pedagog (wraz z rodziną, m.in. córką Wandą) – ul. Bednarska 26, I poł. lat 30. XX w.[21] ,
- Dawid Sierakowiak, więzień Litzmannstadt Ghetto, autor „Dziennika” spisanego w getcie i wydanego po wojnie (oraz jego rodzina: ojciec Majlech, matka Sura Ajdla i siostra Natalia) – ul. Sanocka 22, lata 30. XX w. do czasu przesiedlenia do Litzmannstadt Ghetto w 1940 roku[12] ,
- Władysław Kocuper, komisarz Policji Państwowej, od 8 kwietnia 1935 komendant policji na powiat łódzki – ul. Bednarska 24, od kwietnia 1935[47][48],
- Hanna Ożogowska, pisarka i tłumaczka literatury rosyjskiej, niemieckiej i włoskiej, w pierwszych latach po II wojnie światowej dyrektor Liceum Pedagogicznego dla Wychowawczyń Przedszkoli w Łodzi – ul. Bednarska 26, okres powojenny do 1951[21] [46] ,
- Zygmunt Zahorski, matematyk, profesor, wykładowca UŁ i Politechniki Śląskiej w Gliwicach – ul. Bednarska 24 lub 26, lata 1948–70[49] ,
- Zygmunt Charzyński, matematyk, profesor, wykładowca PŁ i UŁ – ul. Bednarska 24 lub 26, okres powojenny[49] ,
- Karol Głogowski, adwokat, działacz opozycyjny w czasach PRL – ul. Bednarska 24 kl. „E”, okres powojenny[12] ,
- Wojciech Marczewski, reżyser – ul. Bednarska 26, okres powojenny[46] ,
- hm. Władysława Matuszewska, komendantka Chorągwi Łódzkiej ZHP Związku Harcerstwa Polskiego – ul. Bednarska 24 lub 26, okres powojenny[49] ,
- Tadeusz Szczerbic, prawnik i pisarz, członek Światowego Związku Żołnierzy AK (wraz z rodziną, m.in. córką Joanną i synem Michałem) – ul. Bednarska 24, od lat 50. XX w.[12] [49] ,
- Magdalena Tesławska, kostiumograf, wraz z rodziną (ojciec Konstanty – wieloletni dyrektor „Miastoprojektu – Łódź”, brat Marek – architekt) – ul. Bednarska 26, okres powojenny[23] [46] , rodzice – już w latach 30.[g] [51],
- Jarosław Warzecha, dziennikarz, dramaturg i prozaik – ul. Bednarska 24 lub 26, okres powojenny[12] ,
- Mieczysław Woźniakowski, kurator Łódzkiego Okręgu Szkolnego, radny Rady Narodowej miasta Łodzi – ul. Bednarska 24 lub 26, okres powojenny[49] .

### Kalendarium zmian nazw ulic
| 1930–1933                         | 1933–1939                         | 1940             | 1940–1945        | od 1945                           | Uwagi i źródła      |
| --------------------------------- | --------------------------------- | ---------------- | ---------------- | --------------------------------- | ------------------- |
| ulica Bednarska                   | ulica Bednarska                   | Kopernikusstraße | Ostpreußenstraße | ulica Bednarska                   | [ h ] [ 52 ] [ 53 ] |
| ulica Adolfa Dygasińskiego        | ulica Adolfa Dygasińskiego        | Kantstraße       | Samland Straße   | ulica Adolfa Dygasińskiego        | [ i ] [ 7 ] [ 54 ]  |
| ulica Nowo Pabianicka             | ulica Sanocka                     | Nietzscherstraße | Kurlandstraße    | ulica Sanocka                     | [ j ] [ 5 ] [ 55 ]  |
| ulica Unicka                      | ulica Unicka                      | Grimmstraße      | Rominterstraße   | ulica Unicka                      | [ k ] [ 4 ] [ 56 ]  |
| ulica hetm. Stefana Żółkiewskiego | ulica hetm. Stefana Żółkiewskiego | Helgastraße      | Masurenstraße    | ulica hetm. Stefana Żółkiewskiego | [ k ] [ 57 ] [ 58 ] |

## Architektura

### Styl
Powstałe bloki mieszkalne reprezentują funkcjonalizm w obrębie stylu modernistycznego, stąd porównuje się je m.in. z realizacjami niemieckiego Bauhausu i Le Corbusiera we Francji . Rolę ich zespołu w strukturze przestrzennej miasta projekt określał jako samodzielny element krystalizujący, zaś rangę w krajobrazie miejskim – jako dominantę układu przestrzennego w skali architektonicznej i urbanistycznej. Zabudowa jest w większości ułożona w osi północ – południe. W przypadku kwartału „urzędniczego” zauważalne są: brak wolnostojących obiektów użyteczności publicznej, wyraźna granica między wnętrzem a zewnętrzną częścią osiedla, relatywnie długa zabudowa i domknięcie wewnętrznego dziedzińca skrzydłami budynków, przez co zespół ten może częściowo przypominać osiedle Riedhof wybudowane w 1927 roku we Frankfurcie nad Menem. Bloki mają strukturę klatkowców, galeriowców lub mieszaną – klatkowo-galeriową, a w ich kompozycji wykorzystano podstawowe bryły corbusierowskie. Na ich elewacjach brak ornamentów, a o walorach plastycznych budowli zadecydowało zastosowanie we właściwych proporcjach tynków, cegieł ceramicznych, drewna i szkła.

### Struktura mieszkań
| Struktura pomieszczeń                       | Powierzchnia użytkowa w m² | Typ mieszkania | Liczba lokali | Źródło |
| ------------------------------------------- | -------------------------- | -------------- | ------------- | ------ |
| Pokój, wnęka kuchenna, WC                   | 24                         | robotnicze     | 120           | [ 61 ] |
| Pokój, wnęka kuchenna, łazienka z WC        | 28                         | urzędnicze     | 16            | [ 61 ] |
| 2 pokoje, wnęka kuchenna, WC                | 38–45                      | robotnicze     | 188           | [ 61 ] |
| 2 pokoje, kuchnia, spiżarnia, łazienka z WC | 52–54                      | urzędnicze     | 154           | [ 61 ] |
| 3 pokoje, kuchnia, spiżarnia, łazienka z WC | 85                         | urzędnicze     | 36            | [ 61 ] |

We wszystkich mieszkaniach w blokach galeriowych i w częściach galeriowych bloków klatkowo-galeriowych znajdował się ponadto przedsionek.

## Osiedle ZUS w kulturze
- W 1959 roku Hanna Ożogowska (we wczesnym okresie powojennym, do 1951 roku, mieszkanka osiedla) opublikowała w Państwowym Wydawnictwie Literatury Dziecięcej „Nasza Księgarnia” powieść dla młodzieży pt. Tajemnica zielonej pieczęci. Jej bohaterowie – szóstoklasiści o imionach Bartek, Stefan i Wiktor – mieszkali w łódzkim osiedlu ZUS i tam też rozgrywała się akcja powieści. Pierwowzorem jednej z postaci był dozorca bloku przy ul. Bednarskiej 24, nazwiskiem Chybała[21] .
- W 2013 roku Tadeusz Morawski – profesor elektroniki i autor palindromów – opublikował felieton pt. Listy palindromisty: Mało wiz do Łodzi – wołam! Palindromy w Łodzi, w którym zawarł opowieść profesora Michała Tadeusiewicza o życiu w blokach przy ul. Bednarskiej 24 i 26 oraz ich bliskim sąsiedztwie w latach powojennych[49] .
- W 2018 roku ulica Bednarska, której środkowy odcinek stanowi północną krawędź osiedla, posłużyła jako plener (zastępując warszawską Ochotę) podczas realizacji zdjęć do filmu Dom Tułaczy – debiutu fabularnego w reż. Mariko Bobrik (absolwentki łódzkiej PWSFTviT), którego premiera jest przewidziana na rok 2019[62].

## Obiekty

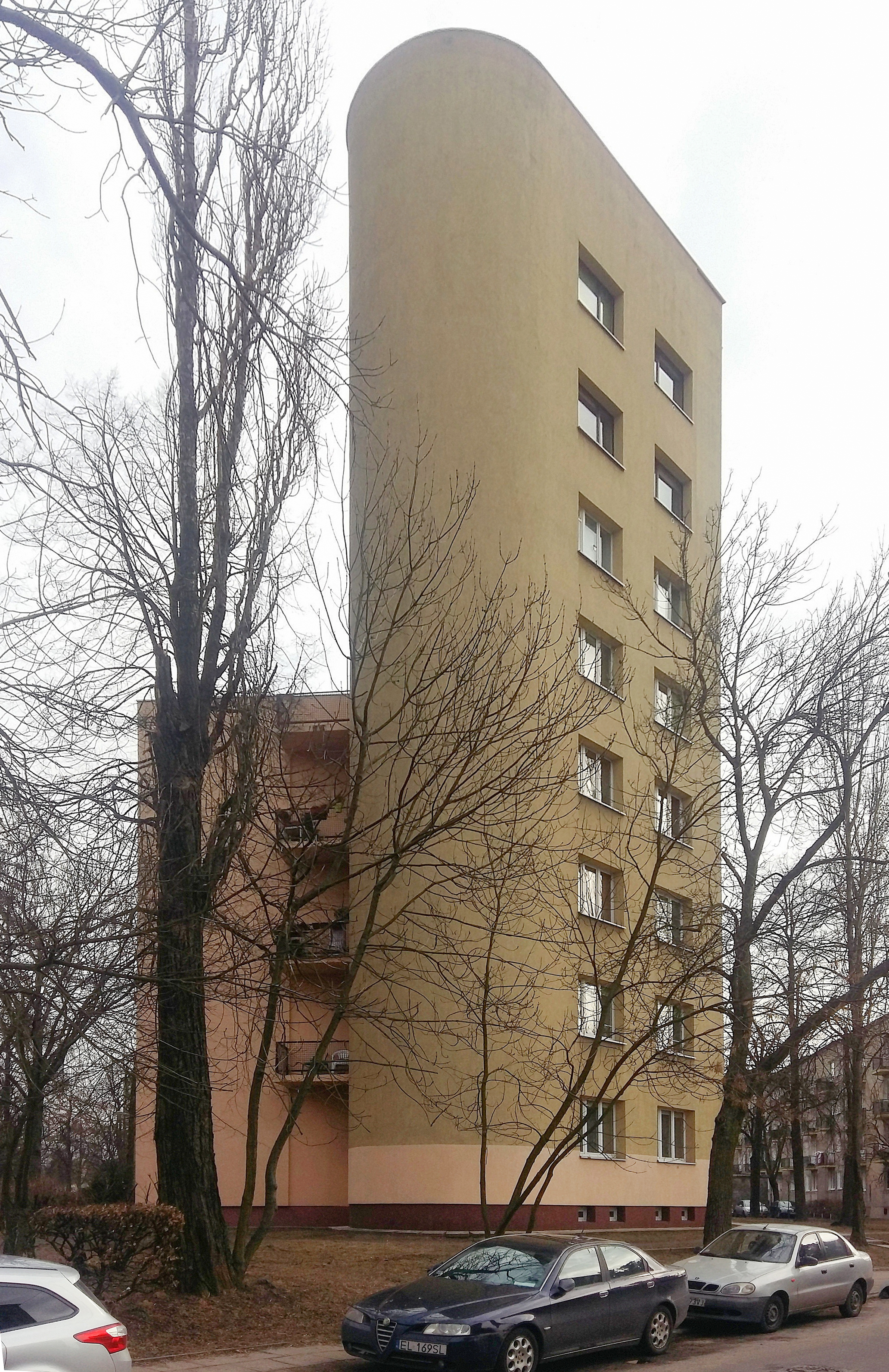
Klatkowiec przy ul. Adolfa Dygasińskiego 6 (marzec 2018)

### Kwartał „robotniczy”
- ul. Adolfa Dygasińskiego 6 – czterokondygnacyjny klatkowiec z poddaszem zaadaptowanym na mieszkania, z dobudowaną charakterystyczną zaokrągloną, 8-kondygnacyjną wieżą ciśnień, w której pierwotnie mieszkania zajmowały tylko dolną kondygnację (jeszcze przed II wojną światową, po likwidacji głównej funkcji, została całkowicie przebudowana na mieszkania),
- ul. Adolfa Dygasińskiego 8 / ul. Sanocka 22 – czterokondygnacyjny klatkowiec (skrzydło przy ul. Sanockiej 22 – pięciokondygnacyjny galeriowiec),
- ul. Adolfa Dygasińskiego 10 – czterokondygnacyjny klatkowiec,
- ul. Sanocka 20 – czterokondygnacyjny galeriowiec,
- ul. Sanocka 24 – czterokondygnacyjny klatkowiec (skrzydło równoległe do ul. Sanockiej – pięciokondygnacyjny galeriowiec)[25].

### Kwartał „urzędniczy”
- ul. Bednarska 24 – czterokondygnacyjny klatkowiec,
- ul. Bednarska 26 – czterokondygnacyjny klatkowiec,
- ul. Sanocka 34/36 (ułożone równoleżnikowo skrzydło bloku przy ul. Bednarskiej 26) – czterokondygnacyjny klatkowiec[25].

Według stanu na grudzień 2024 roku do gminnej ewidencji zabytków miasta Łodzi były wpisane dwa bloki wielorodzinne osiedla ZUS (przy ul. Bednarskiej 24 i 26).

## Komunikacja
Połączenie osiedla z ulicami o znaczeniu ponadlokalnym zapewniają ulice:
- Bednarska – w kierunku północno-zachodnim z ul. Pabianicką i w kierunku północno-wschodnim z ul. Rzgowską,
- Sanocka – w kierunku zachodnim z ul. Pabianicką,
- ciąg ulic Unicka – Tuszyńska – w kierunku południowo-wschodnim z ul. Ignacego Jana Paderewskiego (odcinek drogi krajowej nr 14)[64].

Przed 2 kwietnia 2017 roku do osiedla nie docierały żadne stałe linie komunikacji miejskiej. Najbliższe przystanki tramwajowe i autobusowe znajdowały się przy ul. Pabianickiej w odległości około 400–500 m od osiedla i przy ul. Rzgowskiej w odległości około 500–700 m, a dojście do nich zajmowało co najmniej 5–10 minut. O słabej dostępności komunikacyjnej osiedla było wiadomo już podczas jego projektowania i budowy. Jej częściowa poprawa nastąpiła dopiero po 85 latach od wybudowania osiedla.
Od 1 października 2021 w bezpośrednim sąsiedztwie osiedla, ulicą Bednarską, kursują autobusy komunikacji miejskiej MPK – Łódź (trasy stałe według stanu na sierpień 2025, nie uwzględniono ewentualnych tymczasowych zmian trasy i linii zastępczych):
- linii dziennych

„72A” – z osiedla Janów w kierunku Huty Jagodnicy  oraz w kierunku powrotnym.
„72B” – z osiedla Janów w kierunku Huty Jagodnicy  oraz w kierunku powrotnym.
Wcześniej ulicą Bednarską, kursowały autobusy komunikacji miejskiej MPK – Łódź (trasa stała, nie uwzględniono ewentualnych tymczasowych zmian trasy i linii zastępczych):
- linii dziennych

„72” – od 2 kwietnia 2017 do 21 grudnia 2018 – z pl. Niepodległości w kierunku osiedla Janów oraz w kierunku powrotnym.
„72A” – od 22 grudnia 2018 do 30 września 2021 – z pl. Niepodległości w kierunku osiedla Janów oraz w kierunku powrotnym.
„72B” – od 22 grudnia 2018 do 30 września 2021 – z pl. Niepodległości w kierunku osiedla Janów oraz w kierunku powrotnym.
Przy ulicy znajdują się dwa przystanki: za skrzyżowaniem z ul. Unicką, bezpośrednio przy osiedlu (nr 2228, w kierunku pl. Niepodległości) i przy posesji pod numerem 42, w pobliżu ul. Pabianickiej (nr 2295, w kierunku osiedla Janów).